# Квидзынский повет
Квидзынский повят (пол. Powiat kwidzyński) — повят (район) в Польше, входит как административная единица в Поморское воеводство. Центр повята — город Квидзын. Занимает площадь 834,64 км². Население — 83 509 человек (на 30 июня 2015 года).

## Административное деление
- города: Квидзын, Прабуты
- городские гмины: Квидзын
- городско-сельские гмины: Гмина Прабуты
- сельские гмины: Гмина Гардея, Гмина Квидзын, Гмина Рыево, Гмина Садлинки

## Демография
Население повята дано на 30 июня 2015 года.
| Перепись            | Всего  | Мужчины | Женщины |
| ------------------- | ------ | ------- | ------- |
|                     | чел.   | чел.    | чел.    |
| Всего               | 83 509 | 41 537  | 41 972  |
| Городское население | 47 442 | 23 016  | 24 426  |
| Сельское население  | 36 067 | 18 521  | 17 546  |